# Szerencs-patak
A Szerencs-patak a Tokaj–Zempléni-hegyvidék 36 kilométer hosszú vízfolyása, a Takta jobboldali mellékvize Borsod-Abaúj-Zemplén vármegyében. Neve a 19. századig gyakran Szerencsi-patak alakban is előfordult, de különböző neveken ismerték egyes szakaszait is (Pálkás-patak, Ondi-víz stb.).

## Vízföldrajzi jellemzői
A Kékedtől déli irányba húzódó vetővonalat, amely Hejcétől délre a pleisztocénben kialakult Szerencs-patak völgyét alkotja, a keletre elterülő Zempléni-hegység szerkezeti mozgásai alakították ki. A patak völgyében több hévízforrás bukkan a felszínre, Fony, Korlát, Abaújszántó, Golop és Szerencs területén. Árterét pleisztocén és holocén kori, 5-6 méter vastag üledék borítja.
Tipológiai szempontból a Szerencs-patak Magyarország durva mederanyagú, dombvidéki kis vízfolyásai közé tartozik. A patak hossza 36 km, vízgyűjtő területe 347 km², elsősorban a Zempléni-hegység nyugati lejtőinek vizeit vezeti le. Ennek megfelelően bal oldali vízhálózata is fejlettebb, fontosabb mellékvizei a Fonyi- vagy Bors-patak (4,9 km; 10,6 km2), a Boldogkőváraljai-patak, az Alpári-patak, az Aranyos-völgyi-patak és a Koldu-patak. Magasabb vízszint a kora tavasz és a nyárelő időszakában jellemzi, egyébként vize kevésnek mondható. A legnagyobb árhullám 1977. január végén vonult le a patakon, amelynek során Abaújszántónál 44 óra alatt 0,96 millió m³ víz özönlött le a patakmederben. Főbb vízjárási adatai a következők:
| Vízmérce helye                                                                                                | Legkisebb vízállás | Legnagyobb vízállás | Kisvízhozam | Középvízhozam | Nagyvízhozam |
| --- | ------------------ | ------------------- | ----------- | ------------- | ------------ |
| Malom-patak torkolata                                                                                         |                    |                     | 0,004 m³/s  | 0,25 m³/s     | 19,00 m³/s   |
| Aranyos-völgyi-patak torkolata                                                                                |                    |                     | 0,028 m³/s  | 0,74 m³/s     | 22,00 m³/s   |
| Fürdő-patak torkolata                                                                                         |                    |                     | 0,038 m³/s  | 1,16 m³/s     | 42,00 m³/s   |
| Szerencs, torkolat                                                                                            | –6 cm              | 264 cm              | 0,046 m³/s  | 1,50 m³/s     | 54,00 m³/s   |
| Forrás: Juhász József: Kisvízfolyások vízhozam adatai. Hidrológiai Közlöny, XCI. évf. 1. sz. (2011) 51–61. o. |                    |                     |             |               |              |

A patak forrása a Központi-Zemplén nyugati peremén, Hejce település keleti határában, a 787 méter magas Gergely-hegy lábánál található, mintegy 500 méteres tengerszint feletti magasságban. A forrásvidéket elhagyva, Hejcénél lép az Abaúji-Hegyalja területére és fordul a Hernáddal párhuzamosan futva dél-délnyugati irányba. A völgy felső szakaszán eróziós jellegű, a kvarcitos riolittufa alapkőzetbe vágódott vissza. Abaújkér után a patak dél-délkeleti irányba fordul, a Szerencsi-dombság keleti peremén fut mintegy 15 kilométeren keresztül. Itt jobban érvényesül a törésvonalban kialakult, tölcséresen kiszélesedő völgykapujelleg. A patak Szerencstől délre, a Taktaköz területén a Mádi-patakkal egyesülve torkollik bele a Taktába. Part menti települései a folyás irányában Hejce, Korlát, Abaújkér, Abaújszántó, Golop, Tállya, Rátka, Ond és Szerencs.
Hagyományosan a Szerencs-patak völgyében vezetett a Tokajt és a tokaji Tisza-átkelőt Kassával összekötő országút. A 18–19. században több helyütt működött vízimalom a patakon, amelynek szabályozása 1933-ban indult meg a Szerencs és Abaújszántó közötti alsó szakaszon. A 21. századra felső szakaszának medre gyakran víztelen, a vízjárta mederszakaszok jellemző halfajai a kövi csík (Barbatula barbatula), a fenékjáró küllő (Gobio gobio) és a fejes domolykó (Squalius cephalus).